# Lubniewice (gmina)
Lubniewice – gmina miejsko-wiejska w województwie lubuskim, w powiecie sulęcińskim. W latach 1975–1998 gmina położona była w województwie gorzowskim.
Siedziba gminy to Lubniewice.
Według danych z 30 czerwca 2004 gminę zamieszkiwały 3032 osoby.

## Ochrona przyrody
Na obszarze gminy znajduje się rezerwat przyrody Janie im. Włodzimierza Korsaka chroniący zarastające jezioro z charakterystyczną roślinnością wodną i bagienną, będące ostoją licznych gatunków ptaków wodnych.

## Struktura powierzchni
Według danych z roku 2002 gmina Lubniewice ma obszar 129,76 km², w tym:
- użytki rolne: 23%
- użytki leśne: 67%

Gmina stanowi 11,02% powierzchni powiatu.

## Demografia

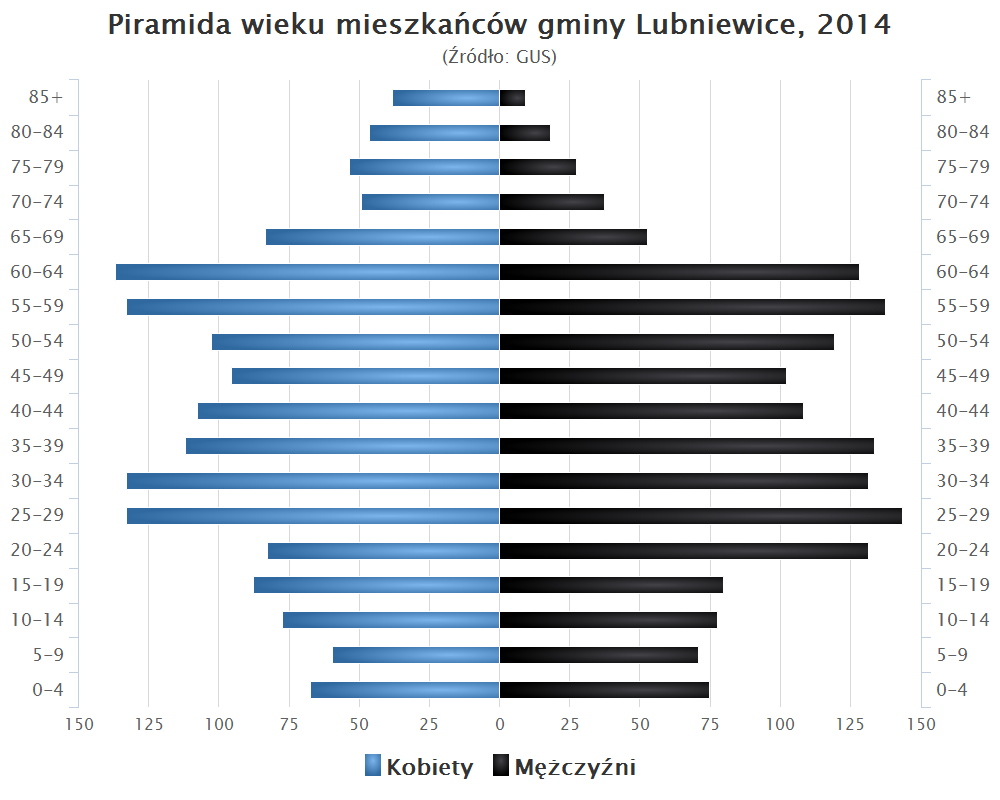
Piramida wieku mieszkańców gminy Lubniewice w 2014 roku

Dane z 30 czerwca 2004:
| Opis                              | Ogółem | Ogółem | Kobiety | Kobiety | Mężczyźni | Mężczyźni |
| --------------------------------- | ------ | ------ | ------- | ------- | --------- | --------- |
| jednostka                         | osób   | %      | osób    | %       | osób      | %         |
| populacja                         | 3032   | 100    | 1543    | 50,9    | 1489      | 49,1      |
| gęstość zaludnienia (mieszk./km²) | 23,4   | 23,4   | 11,9    | 11,9    | 11,5      | 11,5      |

## Miejscowości
Sołectwa: Glisno, Jarnatów, Rogi.
Miejscowości niesołeckie: Osieczyce, Rybakówko, Sobieraj, Wałdowice, Zofiówka.

## Sąsiednie gminy
Bledzew, Deszczno, Krzeszyce, Sulęcin